# Tom Perrotta
Thomas R. Perrotta (Garwood, Nova Jersey, Estats Units, 13 d'agost de 1961) és un guionista i escriptor estatunidenc, conegut per les seves novel·les Election (1998), Little Children (2004), ambdues amb èxit de crítiques i diverses nominacions a premis literaris. També ha co-escrit el guió de la pel·lícula de 2006 Jocs secrets amb Todd Field, pel qual va rebre una nominació a l'Oscar com a millor guió adaptat. El 2011 va publicar la seva novel·la The Leftovers, que posteriorment va ser adaptada en format sèrie de televisió per HBO. Aquesta novel·la ha sigut traduÏda al català per Marta Pera i publicada per Llibres del Periscopi el 2014.

## Obra publicada

### Novel·les
- The Wishbones (1997)
- Election (1998)
- Joe College (2000)
- Little Children (2004)
- The Abstinence Teacher (2007)
- The Leftovers (2011)[2][3][4]

### Novel·lescom a negre
- The Thrill Club (early '90s) - R.L. Stine "Fear Street" Series

### Relats curts
- "The Weiner Man" (1988)
- "Wild Kingdom" (1988)
- "Forgiveness" (1989–1994)
- "The Smile on Happy Chang's Face" (2004)
- "Kiddie Pool" (2006)

### Col·leccions de relats curts
- Bad Haircut: Stories of the Seventies (1994)
- Nine Inches (2013)

### Assajos
- "The Squeamish American" (2007)
- "Tom Perrotta Hails Suburban Sendup 'Neighbors'"

## Premis i nominacions

### Nominacions
- 2007: Oscar al millor guió adaptat per Jocs secrets
- 2007: Globus d'Or al millor guió per Jocs secrets